# Avocat (Frankreich)
Avocat ist ein juristischer Beruf in Frankreich, der dem deutschen „Rechtsanwalt“ entspricht. Er setzt ein abgeschlossenes Universitätsstudium und eine praktische Ausbildung voraus. Früher gab es neben ihm den avoué, der die schriftliche Vorbereitung eines Falles übernahm, und den conseil juridique, der keine Prozesshandlungen vornehmen durfte, sondern lediglich rechtlichen Rat erteilen konnte. 1971 wurde der Beruf des avoué für die erste Instanz, 2010 für die zweite Instanz mit dem des avocat verschmolzen. Seit 1990 wurde die freie rechtliche Beratung des conseil juridique verboten. Seitdem ist der avocat der einzig zulässige rechtsberatende Beruf in Frankreich.